# 黑山镇 (商洛市)
黑山镇，是中华人民共和国陕西省商洛市商州区下辖的一个乡镇级行政单位。

## 行政区划
黑山镇下辖以下地区：
张坪村、柏树坪村、黑山村、樊川村、双庙村、东川村、西川村、上沙坪村、张湾村、药王坪村、白庙村、二峪河村和铜厂村。